# Eventick
Eventick foi uma startup brasileira fundada em Recife que oferecia serviços de venda de ingressos online para eventos de entretenimento. O Eventick participou da primeira edição do Programa Start-up Brasil do através da ACE e foi também acelerada pela Plug and Play Tech Center, em Sunnyvale (Califórnia), no Vale do Silício. 
Era uma das líderes no mercado de eventos no Brasil e, em 2016, foi vendida para Sympla, sua maior concorrente no momento.